# Chieti Calcio 2002-2003
Questa pagina raccoglie le informazioni riguardanti il Chieti Calcio nelle competizioni ufficiali della stagione 2002-2003.

## Rosa
| N. |                     | Ruolo | Calciatore          |
| -- | ------------------- | ----- | ------------------- |
|    | Italia (bandiera)   | D     | Patrick Amadio      |
|    | Germania (bandiera) | A     | Giuseppe Aquino     |
|    | Italia (bandiera)   | A     | Raffaele Biancolino |
|    | Italia (bandiera)   | C     | Gianluca Cherubini  |
|    | Italia (bandiera)   | P     | Marco Ciaramellano  |
|    | Italia (bandiera)   | A     | Domenico Costanzo   |
|    | Italia (bandiera)   | C     | Emanuele D'Anna     |
|    | Italia (bandiera)   | C     | Domenico De Simone  |
|    | Italia (bandiera)   | C     | Domenico Di Cecco   |
|    | Italia (bandiera)   | C     | Andrea Doardo       |
|    | Italia (bandiera)   | P     | Claudio Furlan      |
|    | Italia (bandiera)   | C     | Silvio Giusti       |
|    | Italia (bandiera)   | D     | Alessandro Gola     |
|    | Ucraina (bandiera)  | A     | Dimitri Koltsov     |
|    | Italia (bandiera)   | P     | Silvio Lafuenti     |

| N. |                    | Ruolo | Calciatore              |
| -- | ------------------ | ----- | ----------------------- |
|    | Italia (bandiera)  | D     | Vincenzo Lambertini     |
|    | Italia (bandiera)  | C     | Vincenzo Maisto         |
|    | Italia (bandiera)  | A     | Aliosha Mammarella      |
|    | Italia (bandiera)  | C     | Antonio Papa            |
|    | Italia (bandiera)  | D     | Angelo Giuseppe Petitto |
|    | Brasile (bandiera) | A     | Renan Pippi             |
|    | Italia (bandiera)  | A     | Gianvito Plasmati       |
|    | Italia (bandiera)  | A     | Fabio Quagliarella      |
|    | Croazia (bandiera) | C     | Ivan Rajčić             |
|    | Italia (bandiera)  | D     | Tommaso Romito          |
|    | Italia (bandiera)  | C     | Adolfo Daniele Speranza |
|    | Italia (bandiera)  | C     | Pasquale Suppa          |
|    | Italia (bandiera)  | A     | Maurizio Tacchi (III)   |
|    | Italia (bandiera)  | D     | Marco Turati            |
|    | Italia (bandiera)  | D     | Gianluca Zattarin       |

## Risultati

### Campionato

#### Girone di andata
| 1º settembre 2002 1ª giornata | Chieti | 0 – 0 | Vis Pesaro |  |

| 8 settembre 2002 2ª giornata | Torres | 0 – 1 | Chieti |  |

| 15 settembre 2002 3ª giornata | Fermana | 0 – 0 | Chieti |  |

| 22 settembre 2002 4ª giornata | Chieti | 1 – 2 | Avellino |  |

| 29 settembre 2002 5ª giornata | Lanciano | 3 – 0 | Chieti |  |

| 6 ottobre 2002 6ª giornata | Chieti | 0 – 1 | Martina |  |

| 13 ottobre 2002 7ª giornata | Sporting Benevento | 0 – 2 | Chieti |  |

| 20 ottobre 2002 8ª giornata | Chieti | 2 – 2 | Giulianova |  |

| 27 ottobre 2002 9ª giornata | Chieti | 1 – 1 | Pescara |  |

| 3 novembre 2002 10ª giornata | Viterbese | 0 – 2 | Chieti |  |

| 10 novembre 2002 11ª giornata | Chieti | 1 – 4 | Sambenedettese |  |

| 17 novembre 2002 12ª giornata | Teramo | 2 – 1 | Chieti |  |

| 24 novembre 2002 13ª giornata | Chieti | 0 – 0 | L'Aquila |  |

| 1º dicembre 2002 14ª giornata | Sora | 2 – 0 | Chieti |  |

| 8 dicembre 2002 15ª giornata | Chieti | 2 – 0 | Paternò |  |

| 15 dicembre 2002 16ª giornata | Crotone | 1 – 0 | Chieti |  |

| 22 dicembre 2002 17ª giornata | Chieti | 2 – 0 | Taranto |  |

#### Girone di ritorno
| 5 gennaio 2003 18ª giornata | Vis Pesaro | 0 – 0 | Chieti |  |

| 12 gennaio 2003 19ª giornata | Chieti | 1 – 3 | Torres |  |

| 19 gennaio 2003 20ª giornata | Chieti | 0 – 2 | Fermana |  |

| 26 gennaio 2003 21ª giornata | Avellino | 1 – 0 | Chieti |  |

| 2 febbraio 2003 22ª giornata | Chieti | 1 – 1 | Lanciano |  |

| 9 febbraio 2003 23ª giornata | Martina | 0 – 0 | Chieti |  |

| 16 febbraio 2003 24ª giornata | Chieti | 0 – 0 | Sporting Benevento |  |

| 2 marzo 2003 25ª giornata | Giulianova | 1 – 1 | Chieti |  |

| 9 marzo 2003 26ª giornata | Pescara | 1 – 1 | Chieti |  |

| 16 marzo 2003 27ª giornata | Chieti | 3 – 0 | Viterbese |  |

| 23 marzo 2003 28ª giornata | Sambenedettese | 0 – 0 | Chieti |  |

| 30 marzo 2003 29ª giornata | Chieti | 0 – 1 | Teramo |  |

| 13 aprile 2003 30ª giornata | L'Aquila | 0 – 1 | Chieti |  |

| 19 aprile 2003 31ª giornata | Chieti | 1 – 2 | Sora |  |

| 27 aprile 2003 32ª giornata | Paternò | 1 – 1 | Chieti |  |

| 4 maggio 2003 33ª giornata | Chieti | 0 – 2 | Crotone |  |

| 11 maggio 2003 34ª giornata | Taranto | 1 – 1 | Chieti |  |